# ガレッソ花園
ガレッソ花園（がれっそはなぞの）は、新潟県新潟市中央区にあるホテル、商業施設の入ったビルである。

## 概要
2002年(平成14年)に完成。当ビルは東横イン新潟駅前も併設されている。

## 歴史
- 1998年(平成10年)：当ビル建設工事着工。

- 2002年(平成14年)：竣工。

- 2023年(令和5年)：JR新潟駅との連絡通路(東側連絡通路)が閉鎖[1]。

## 施設
- 16F〜4F

- - 東横イン新潟駅前

- - GARESSO HALL

- 3F

- - つば八新潟駅前店
  - 新潟おでん たま屋
  - 創作中日美食「錦鯉」
  - 鮨㐂やまだ藤七／天㐂

- 2F

- - 花園歯科新潟駅前診療所
  - マリスコ
  - 大衆酒場 天下二
  - バインミーサンドウィッチ
  - Liberte
  - TCB東京美容外科新潟院

- 1F

- - 大はし伝 十割そば　幸乃蔵
  - 大衆酒造 立ち呑み天下一
  - UniLife新潟店
  - 錦屋酒店
  - TWILIGHTたそがれヨーコ
  - ローソン新潟花園一丁目店
  - 越後秘蔵麺 無尽蔵花園家
  - ロイヤルホスト新潟駅前店

## アクセス
JR「新潟駅」から徒歩1分